# François Hugues (homme politique)
François Hugues, né le 16 mars 1848 à Saint-Quentin (Aisne) et mort le 7 mai 1907 à Dax (Landes), est un homme politique français.

## Biographie
Industriel, il est administrateur des hospices en 1879 et maire de Saint-Quentin de 1886 à 1896. Il est député de l'Aisne de 1893 à 1907, siégeant chez les progressistes. À son décès, son frère, Frédéric Hugues, lui succède.

## Sources
- « François Hugues (homme politique) », dans le Dictionnaire des parlementaires français (1889-1940), sous la direction de Jean Jolly, PUF, 1960 [détail de l’édition]